# Agelas sceptrum
Agelas sceptrum é uma espécie de demospôngia da família dos agelasídeos (Agelasidae). Vive em recifes tropicais do Caribe e do Atlântico Ocidental, incluindo registros próximos à foz do Amazonas (Maranhão). Foi descrita por Jean-Baptiste de Lamarck em 1815.

## Taxonomia
Agelas sceptrum foi descrita por Jean-Baptiste de Lamarck em 1815, sob o nome de Alcyonium sceptrum. O holótipo está abrigado no Museu Nacional de História Natural (MNHN) de Paris, na coleção Lamarck, mas sem o devido registro à localidade-tipo.

## Descrição
A morfologia das esponjas do gênero Agelas é variável, podendo ser maciça, lobada, ramificada, em forma de leque ou tubular na extremidade. O esqueleto é fibroreticulado, composto por fibras de espongina sempre ornamentadas com feixes de acantóstilos espinhosos dispostos em verticilos. Esses espículas também podem formar o núcleo das fibras, em graus variados, e não há outros tipos de espículas. Agelas sceptrum tem corpo firme, com ramificações rastejantes e eretas. Sua cor varia do canela-amarelada a laranja com manchas esbranquiçadas.

## Habitat e distribuição
Agelas sceptrum habita recifes de coral e substratos rochosos em águas claras e quentes, de 72 a 100 metros de profundidade. Foi registrado no mar do Caribe próximo das ilhas da Jamaica, Baamas, Barbados, Bonaire e Cuba, e no litoral da América do Sul na Colômbia, Venezuela e Brasil, próximo da foz do rio Amazonas, no estado do Maranhão (municípios de Cururupu e Turiaçu).

## Ecologia
Agelas sceptrum é um espécie aquática bentônica, séssil e filtradora, que se alimenta de pequenas partículas em suspensão e de matéria orgânica dissolvida na água. É predado por algumas espécies de peixes, tartarugas e invertebrados e vários animais o utilizam como abrigo, sobretudo invertebrados (camarões alfeídeos). Como outros membros da classe das demospôngias (Demospongiae), é hermafrodita. O zigoto se desenvolve em larva parenquimatosa (natação livre) antes de se fixar num substrato, onde se transforma numa esponja jovem.

## Conservação
Em 2018, Agelas sceptrum foi classificada como pouco preocupante no Livro Vermelho da Fauna Brasileira Ameaçada de Extinção do Instituto Chico Mendes de Conservação da Biodiversidade (ICMBio). Espécies do gênero Agelas produzem esponjinas e metabólitos com potencial farmacêutico. No Brasil, a região onde ocorre foi licitada para exploração de petróleo e gás, o que pode causar impactos à vida marinha local, inclusive para esta espécie, como: atrapalhar a fecundação, que geralmente ocorre na água; o desenvolvimento, sobretudo nos estágios iniciais; o metabolismo e fisiologia dos adultos, por alterações moleculares e morfológicas das células e tecidos; redução populacional; e mortandade em massa em qualquer fase do ciclo de vida.
Os fatores de impacto das operações petrolíferas podem ser causados na fase de instalação (ancoragem, cabos de linhas de transmissão de energia, descarte de lamas e fluidos de perfuração contaminados, descarte de efluentes da produção) ou afetarem área fora dos locais de operações (derramamento acidental de óleo das plataformas, embarcações de apoio e transporte de produtos). Para os poríferos, em particular, a presença de fluidos de perfuração contendo bentonita e barita afetam a capacidade de bombeamento, alteram a respiração e alimentação e causam a instabilidade da membrana lisossômica.